# Болтаев, Ботир
Ботир Болтаев (узб. Botir Boltayev; род. 15 декабря 1942, Хива, Узбекская ССР, СССР) — советский и узбекский архитектор, реставратор архитектурных памятников. Академик Академии художеств Узбекистана (1997).

## Биография
Родился 15 декабря 1942 года в Хиве. В 1974 году окончил Ташкентский политехнический институт. Работал архитектором, мастером специальной проектной мастерской отдела по охране памятников культуры Министерства культуры Узбекистана. Проявил себя как выдающийся архитектор и мастер-керамист «наккош», реставратор. 
В 1990-х годах принимал участие в реставрации таких памятников архитектуры, как: дворец Таш-Хаули, Куня-Арк, мечеть Кибла Тозабог, мавзолей Пахлаван-Махмуда, мавзолей Трёх святителей в Ичан-Кале; мавзолей Гумбази-Сейидан (Купол Сейидов) в Шахрисабзе; мечеть Кук гумбаз (Голубой купол) и мавзолей Бахауддина Накшбанда в Бухаре. В 1997 году был избран действительным членом Академии художеств Узбекистана. 